# Fabriciana persephone
Fabriciana persephone är en fjärilsart som beskrevs av Arthur Francis Hemming 1934. Fabriciana persephone ingår i släktet Fabriciana och familjen praktfjärilar. Inga underarter finns listade i Catalogue of Life.